# Can Vinyes (la Cellera de Ter)
Can Vinyes és una masia de la Cellera de Ter (Selva) inclosa a l'Inventari del Patrimoni Arquitectònic de Catalunya.

## Descripció
Edifici aïllat de tres plantes format per dos habitatges diferenciats. L'un, original, és de coberta de doble vessant a laterals i l'altre, construït al segle xix sobre una de les crugies de l'antic mas, és de coberta de doble vessant a façana. A més, hi ha un seguit d'adossats, pallers i magatzems de treball agrícola, així com l'antiga era de batre.
La planta baixa està composta d'una gran porta adovellada amb forma d'arc de mig punt de grans blocs de pedra sorrenca i una de petita, també adovellada amb arc de mig punt, però de còdols mitjans.
El primer pis conté dues finestres emmarcades de pedra i el segon pis, dos badius en forma d'arc carpanell irregular.
Pel que fa a la part més nova del conjunt, que està separada de l'altra per una paret baixa perpendicular a la façana, consta de dues crugies i té les obertures rectangulars. Al costat de llevant, una galeria d'arcades de rajol i pilars amb impostes emergents des d'on es domina tota la població de la Cellera.
El ràfec de la part de la masia original està format per dues fileres de rajola i teula. El de la part ampliada és de dues fileres de rajoles. La teulada de la masia original està culminada per una veleta de ferro forjat.
Pel que fa al pallers, n'hi ha dos al voltant de l'antiga era de batre. Un té coberta de doble vessant a laterals i una gran pilastra rectangular a la part central. Està dividit en dos plantes i, actualment, té una part del sostre foradada. L'altre paller té la coberta d'un sol vessant i està recolzat en una construcció longitudinal que el separa de la masia.

## Història
Es tracta d'una de les masies més antigues del poble. A Can Vinyes es conserva un fons documental i patrimonial que es remunta al segle xiii.
Dins la propietat de Can Vinyes, abans d'arribar a la masia, hi ha un oratori dedicat a Sant Pelegrí. Aquesta construcció, reformada durant el segle XX però originària del segle xviii, és una mena de capelleta elevada amb un accés aterrassat (veure la fitxa referent a l'Oratori de Sant Pelegrí). Aquest sant, d'origen italià, està relacionat amb la curació de llagues i ferides similars, per la qual cosa s'ha relacionat la seva fundació amb la prometença d'algun dels familiars cap de família a construir un oratori al sant a canvi dels seus favors mèdics i màgics.
De mode similar, a la masia de Vinyoles d'Avall hi ha també un oratori dedicat també a un sant d'origen italià, Sant Benet de Palerm (veure la fitxa referent a l'Oratori de Sant Benet de Palerm), encara que construït el 1854, amb una estructura similar al del mas de Can Vinyes. L'Oratori de Sant Benet esdevingué, però, molt més concorregut i popular que el de Sant Pelegrí. De tota manera, tots dos oratoris estaven situats a la part baixa de dues grans propietats i al pas de camins molt concorreguts, el que menava a Plantadís en el cas de l'Oratori de Sant Pelegrí i el que anava cap al Pasteral i cap a Amer en el cas de l'Oratori de Sant Benet.